# Джанхой-Хутор
Джанхой-Хутор (Жанхи-Хутор) — село в Курчалоевском районе Чеченской Республики. Входит в состав Эникалинского сельского поселения.

## География
Село расположено на правом берегу реки Гумс, к юго-востоку от районного центра Курчалой.
Ближайшие населённые пункты: на севере — село Эникали, на северо-востоке — сёла Хашки-Мохк, на востоке — село Гезинчу, на юговостоке — село Шерды-Мохк, на юго-западе — село Меседой, на западе — село Гуни и на северо-западе — сёла Ачерешки и Регита.

## Население
| 2002 | 2010 | 2021 |
| ---- | ---- | ---- |
| 0    | →0   | →0   |